# 多靈頓 (加利福尼亞州)
多靈頓（英語：Dorrington）是位於美國加利福尼亞州卡拉韋拉斯縣的一個人口普查指定地區。

## 地理
多靈頓的座標為38°18′05″N 120°16′38″W / 38.30139°N 120.27722°W，而該地最高點為海拔高度1453米（即4767英尺）。

## 人口
根據2010年美國人口普查的數據，多靈頓的面積為9.474平方千米，當中陸地面積為9.461平方千米，而水域面積為0.013平方千米。當地共有人口609人，而人口密度為每平方千米64人。